# Eddie Henderson
Eddie Henderson (né le 26 octobre 1940 à New York) est un trompettiste et bugliste de jazz américain. Il a notamment fait partie du mythique sextet de Herbie Hancock, Mwandishi.

## Influences et début de carrière
La mère d'Eddie Henderson était danseuse au Cotton Club. Avec sa sœur jumelle, elle formait le groupe "The Brown Twins", qui dansait avec Bill "Bojangles" Robinson and The Nicholas Brothers. Elle apparait en 1943 dans le film de Andrew L. Stone Symphonie magique (Stormy Weather), assise au piano aux côtés de Fats Waller qui lui chante Ain't Misbehavin. Son père, Edward "Ed" Jackson, était chanteur dans le groupe The Charioteers.
Edward Jackson Henderson découvre la trompette à l'âge de neuf ans à l'occasion d'une leçon informelle que lui donne Louis Armstrong. Il continue son apprentissage de l'instrument au conservatoire de musique de San Francisco (en) pendant son adolescence, ses parents ayant déménagé à San Francisco en 1954. Il joue au sein de l'orchestre symphonique du conservatoire.
Henderson est alors fortement influencé par le travail de Miles Davis, qui est un ami de ses parents. Ils se rencontrent en 1957 et jouent ensemble lors d'une jam session, Henderson a alors 17 ans.
Après avoir suivi des études de médecine, Henderson retourne dans la baie pour son internat et cette rupture le lancera définitivement dans la musique : après une semaine de concert avec le groupe de Herbie Hancock Mwandishi, il décide de rester avec eux pour un contrat de trois ans (1970 à 1973).
Pendant cette période, Henderson travaille aussi avec les musiciens John Handy, Tyrone Washington, et Joe Henderson, en plus du groupe Mwandishi. Son travail avec Herbie Hancock exerce une profonde influence sur lui comme en témoignent ses deux premiers albums solo, Realization et Inside Out, enregistrés en 1972 et 1973 pour Capricorn Records. Mais alors qu'il a acquis une certaine reconnaissance pour son travail avec le Sextet de Herbie Hancock, ses propres enregistrements apparaissent comme trop commerciaux.
Après sa collaboration avec Hancock, il travaille intensément avec Pharoah Sanders, Mike Nock, Norman Connors, et Art Blakey et les Jazz Messengers. En 1975, il rejoint le groupe de latin jazz Azteca, et crée son propre groupe. À la même époque, il enregistre avec Charles Earland. À la fin des années 1970, il acquiert une renommée importante au Royaume-Uni avec la sortie d'albums fusion, en résonance avec la musique disco alors en plein apogée.

### Anecdote
"Cyclops", le morceau qui rendit Eddie Henderson célèbre au Royaume-Uni, atteignit la 44e position au classement de la BBC en 1978. Son succès apparut en discothèque après que, à cause de son diamètre de 7 pouces, le vinyle fut joué à la mauvaise vitesse (45 tours par minute au lieu de 33). Capitol Records, lors de la ré-édition, pressa un disque de 12 pouces avec sur une face le morceau à vitesse normale, et sur l'autre la version accélérée.

## Carrière médicale
Après avoir passé trois ans dans l'Air Force, Henderson s'inscrit à l'UC Berkeley où il obtient en 1964 un B.S. en zoologie. Il continue ses études en médecine à l'Université Howard de Washington DC, d'où il sort diplômé en 1968. Bien qu'ayant obtenu son internat (résidence) en psychiatrie, il choisit d'exercer la médecine générale.
Il s'installe comme médecin à San Francisco de 1975 à 1985, et travaille à mi-temps dans une petite clinique. "Le médecin-chef savait que j'étais dans la musique, et ils m'ont engagé à condition que malgré mes tournées je puisse aller et venir comme bon me semble. Ils m'ont même payé mes absences. C'était magnifique." se souvient Henderson. "Tout ce que je voulais, c'était jouer. Mais, même dans mes rêves les plus fous, je n'avais jamais imaginé qu'un jour j'aurais à jouer avec les grands."

## Période actuelle
Depuis les années 1990, Eddie Henderson recommence à jouer, en même temps qu'il continue à exercer la médecine.
En 2001, il se produit avec Billy Harper. En 2002, il enregistre So What?, un hommage à Miles Davis, avec Bob Berg (ts), David Kikoski (p), Ed Howard (b), et Vic Lewis (d).
On le retrouve depuis peu sur les scènes des festivals en France et en Australie, où il joue au sein du Mingus Big Band, ainsi qu'avec le Eddie Henderson - Greg Bandy Quartet, ou Odean List, le "All Star" de Odean Pope.

## Discographie

### En tant que leader
- 1972 : Realization (Capricorn Records)
- 1973 : Inside Out (Capricorn Records)
- 1975 : Sunburst (Blue Note Records)
- 1976 : Heritage (Blue Note Records)
- 1977 : Comin' Thru (Capricorn Records)
- 1977 : LP single Say You Will (face A) + The Funk Surgeon (face B), (Capitol Records)
- 1978 : LP single Prance (face A) + Cyclops (face B), (Capitol Records)
- 1978 : Mahal (Capitol Records)
- 1979 : Runnin' To Your Love (Capitol Records)
- 1994 : Inspiration
- 1994 : Think on Me
- 1995 : Dark Shadow
- 1998 : Dreams of Gershwin
- 2001 : Oasis (Sirocco Jazz Limited)
- 2002 : So What? (EPC, Sony, Columbia)
- 2004 : Time and Spaces (Sirocco Jazz Limited)
- 2005 : Manhattan Blue
- 2006 : Precious Moment (Kind of Blue)
- 2007 : Association
- 2010 : For All We Know

### AvecHerbie Hancock
- 1970 : Mwandishi (Warner)
- 1971 : Crossings (Warner)
- 1972 : Sextant (Columbia Records)
- 1998 : Gershwin's World

### Autres participations
- 1973 : Dance of Magic (Norman Connors)
- 1973 : Dynamite Brothers (Charles Earland)
- 1973 : Leaving This Planet (Charles Earland)
- 1977 : Enhance (Billy Hart)
- 1977 : Music Is My Sanctuary (Gary Bartz)
- 1980 : Journey to the One (Pharoah Sanders)
- 1987 : Precious Energy (Leon Thomas)
- ? : Destiny Is Yours (Billy Harper)
- 1992 : Hand In Hand (Mulgrew Miller)
- 1992 : I Remember Miles (Benny Golson)
- 1993 : Journey (McCoy Tyner)
- 1997 : Something To Live For (Archie Shepp)
- 1997 : Things Unseen (Kenny Barron)
- 2006 : Live In Tokyo (Mingus Big Band)
- 2006 : Mingus Spirit  (Jacques Vidal)
- 2008 : Mind Wine: The Music of John Hicks (The John Hicks Legacy Band)
- 2009 : New Time, New ‘Tet (Benny Golson)
- 2010 : My Stories (Tomek Grochot Quintet)
- 2010 : Mystic Journey (Azar Lawrence)

## Source
- (en) Cet article est partiellement ou en totalité issu de l’article de Wikipédia en anglais intitulé « Eddie Henderson (musician) » (voir la liste des auteurs).